# オーエン・ロバーツ国際空港
オーエン・ロバーツ国際空港（オーエンロバーツこくさいくうこう、英: Owen Roberts International Airport、IATA: GCM）は、ケイマン諸島のグランドケイマン西部にある空港。ケイマン航空の拠点である。2018年の旅客数は132万人だった。

## 主な航空会社
- ケイマン航空
- カリビアン航空
- アメリカン航空
- デルタ航空
- ユナイテッド航空
- ジェットブルー航空
- サウスウエスト航空
- サンカントリー航空
- エア・カナダ
- ウエストジェット航空
- ブリティッシュ・エアウェイズ